# 梅岭镇 (诏安县)
梅岭镇是中国福建省漳州市诏安县下辖的一个镇，位于诏安县东南沿海。
梅岭镇海产品资源丰富，有一级渔港赤石湾，二级渔港田厝，三级渔港峰岐、寮雅。梅岭镇的下宫公路可通往全镇各乡村，海运可通厦门、汕头和香港等地。